# Балка Лозоватка (притока Висуні)
Ба́лка Лозова́тка, Лозуватка — річка в Україні у Баштанському районі Миколаївської області. Ліва притока річки Висуні (басейн Дніпра).

## Опис
Довжина річки 28 км, похил річки 2,0 м/км, площа басейну водозбору 139 км². Формується декількома струмками та загатами. На деяких ділянках річка пересихає.

## Розташування
Бере початок на південно-західній стороні від села Тарасівки. Тече переважно на південний захід понад селами Покровка, Павлівка, Лозове і на північно-західній стороні від села Лагодівка впадає в річку Висунь, праву притоку річки Інгульця.

## Цікаві факти
- У верхів'ї річку перетинає автошлях Н11[3] (автомобільний шлях національного значення на території України, Дніпро — Кривий Ріг — Миколаїв. Проходить територією Дніпропетровської та Миколаївської областей.).
- У XX столітті на річці існували молочно, -птахо, -свино-тваринні ферми (МТФ, ПТФ, СТФ), газгольдер та газові свердловини[2], а у XIX столітті — декілька скотних дворів[1].